# Txitl
Txitl (en rus: Читль) és un poble del Daguestan, a Rússia, que el 2019 tenia 428 habitants. Pertany al districte rural de Mekhelta.